# Waltraud Wietbrock
Waltraud Wietbrock (* 8. Februar 1929 in Cottbus; † 10. März 1997) war eine deutsche Politikerin der FDP.

## Ausbildung und Beruf
Waltraud Wietbrock legte 1947 ihr Abitur ab. Sie arbeitete bis zu ihrem Ruhestand als Kauffrau.

## Politik
Waltraud Wietbrock war ab 1961 Mitglied der FDP. Ab 1975 war sie Mitglied der FDP-Fraktion im Kreistag des Rhein-Sieg-Kreises und Mitglied der Landschaftsversammlung beim Landschaftsverband Rheinland ab 1979.
Waltraud Wietbrock war vom 5. Dezember 1994 bis zum 31. Mai 1995 Mitglied des 11. Landtags von Nordrhein-Westfalen, in den sie nachrückte.